# Сильвестр (Страгородский)
Епи́скоп Сильве́стр (в миру Симеон Игнатьевич Страгородский; 1725, Царское Село — 19 октября 1802, Москва) — епископ Русской православной церкви, епископ Крутицкий и Можайский (1768—1771).

## Биография
Родился в Царском Селе в 1725 году в семье царскосельского придворного священника. Его крёстной матерью была цесаревна Елизавета Петровна.
В 1735 году поступил в Александро-Невскую семинарию. Её префект Амвросий (Зертис-Каменский) стал его воспитателем после смерти родителей. В 1745 год — окончил курс и оставлен учителем.
В 1748 году постригся в монахи с именем Сильвестр и занял место префекта семинарии. В 1756 году — назначен ректором Невской семинарии.
5 марта 1760 года произведён в архимандрита и настоятеля Никитского монастыря и определён ректором Переславской семинарии.
19 октября 1761 года назначен епископом Переславским и Дмитровским. 23 декабря 1761 года — хиротонисан.
В 1762 году — присутствовал в Комиссии об учреждении штатов.
В 1763 году — назначен в Московскую Синодальную Контору.
с ноября 1765 по ноябрь 1766 — присутствует в Московской Синодальной Конторе.
В 1767 году епископ Сильвестр в своих «Пунктах», приложенных к инструкции для делегата от Святейшего Синода в Комиссию по составлению нового законоуложения, высказывал пожелание «о избрании и возведении на епископство не столь по учению, как доброжелательству, если в совокупности обое в ком не усмотрится».
4 февраля 1768 года переведён на Крутицкую кафедру.
с февраля 1768 по февраль 1769 — присутствует в Московской Синодальной Конторе.
24 февраля 1771 года уволен от епархии за подозрение его в сочувствии опальному Арсению Мацеевичу, переведён в Новоиерусалимский монастырь.
3 октября 1785 года — уволен от управления монастырём.
22 февраля 1788 года — настоятель Московского Андроникова монастыря.
Скончался 19 октября 1802 года. Погребён в Московском Спасо-Андрониковом монастыре.

## Сочинения
- Докладные пункты (для составления нового законоуложения) // Барсов, Н. И. Исторические, критические и полемические опыты / Н. И. Барсов. — СПб., 1879.
- Историческое и хронологическое описание Воскресенского монастыря «Новый Иерусалим». — СПб., 1786.
- Правила монашеского жития. — СПб., 1805.